# Дијана Павловић
Дијана Павловић (Врњачка Бања, 1976) је ромска глумица, писац, активисткиња и културна радница.

## Биографија
Дијана је рођена у Србији где је и живела до 1999. Исте године дипломирала на београдском Факултету драмских уметности, преселила се у Милано, (Италија), где се удала и где тренутно ради. Године 2006. је изабрана као представница у Савету града Милана на листи Уједињених, заједно са Дариоом Фоом.
Почетком 2007. године, почиње да промовише удружења, одборе и представнике мреже цивилног друштва која се зове Nopattodilegalità Red.

## Уметничке активности
- Од 1995. године учествује на неколико Међународних позоришних фестивала у Југославији, Румунији и Бугарској;
- 1999/2000 се бавила рецитовањем у позоришном окружењу;
- 2000. године је била преводилац у емисији "Pathcolorash", која се тиче необјављених чланака поезије и прозе који припадају ромској култури. Исте године убрзо је објављен филм „Затвори очи “, редитеља Бењамина Кадена, који је био у ужој конкуренцији 57. Венецијанског међународног филмског фестивала;
- 2002. године игра улогу Наташе у драми Антона Павловича Чехова, а у периоду од 2003. до 2005. је учествовала у великом броју представа, рецитала и филмова
- 2005: Учествује у филму "Провинција", режисера Стефана Мординија[3]